# Bwiti
Bwiti è una religione dell'Africa centro-occidentale praticata dai popoli Babongo e Mitsogo del Gabon (dove è una delle tre religioni ufficiali) e dai popoli fang del Gabon e Camerun. Il Bwiti moderno è sincretico, incorpora animismo, culto degli antenati e Cristianesimo. I Bwiti usano la radice allucinogena della pianta Tabernanthe iboga - coltivata appositamente ad uso religioso - per indurre illuminazione spirituale, stabilizzare la struttura della comunità e della famiglia, adempiere a compiti di natura religiosa e risolvere problemi di natura spirituale o medica. La radice è stata usata per migliaia di anni come parte di una cerimonia di passaggio all'età adulta: produce complesse visioni e offre rivelazioni molto importanti sia per l'iniziato che per la comunità. La radice - o un estratto di essa - viene assunta in quantità sufficientemente elevata da provocare, come effetti collaterali, vomito e atassia.